# Via Sant'Antonino
Via Sant'Antonino si trova nel centro di Firenze, da piazza dell'Unità italiana a piazza del Mercato Centrale.
La strada, dedicata oggi ad Antonino Pierozzi, illuminato arcivescovo di Firenze, si chiamava anticamente via dell'Amore fino a via Faenza, come ricorda ancora oggi la breve traversa di via dell'Amorino. Non si conosce se queste strade fossero legate al meretricio, ma comunque una testimonianza degli intrighi d'amore è La Mandragola di Machiavelli che venne ispirata alle storie di questa parte di città. 
Il tratto successivo fino a via dell'Ariento si chiamava via della Cella di Ciardo e, infine, via Porciaia nel tratto finale, dove oggi si trovano i portici ottocenteschi che costeggiano il Mercato Centrale di Firenze.
Al numero 11 si trova il Palazzo dei Cartelloni, così chiamato per le lunghissime epigrafi sulla vita di Galileo Galilei che furono fatte mettere sulla facciata dal suo allievo Vincenzo Viviani. Sullo stesso lato, a poca distanza, si trova anche l'oratorio di San Giuseppe, che faceva parte del convento delle Montalve e risale al 1646.
La via è ricca di tabernacoli, a partire dall'angolo con piazza dell'Unità, dove si trova una edicola sulla cantonata con una Madonna col Bambino in stile robbiano, simile a quello che si trova subito dopo l'angolo in via dell'Amorino. Sul lato dell'Hotel Majestic, costruzione moderna, è situato un altro antico tabernacolo con un affresco mariano trecentesco, ridipinto nel Settecento. Il tabernacolo più notevole si trova comunque subito dopo via guelfa, dedicato alla "Vergine Annunciata", come si legge nel cartiglio. Opera di un pittore fiorentino del Trecento, è inserito in una cornice in pietra serena e decorazione a stucco con angeli in rilievo.

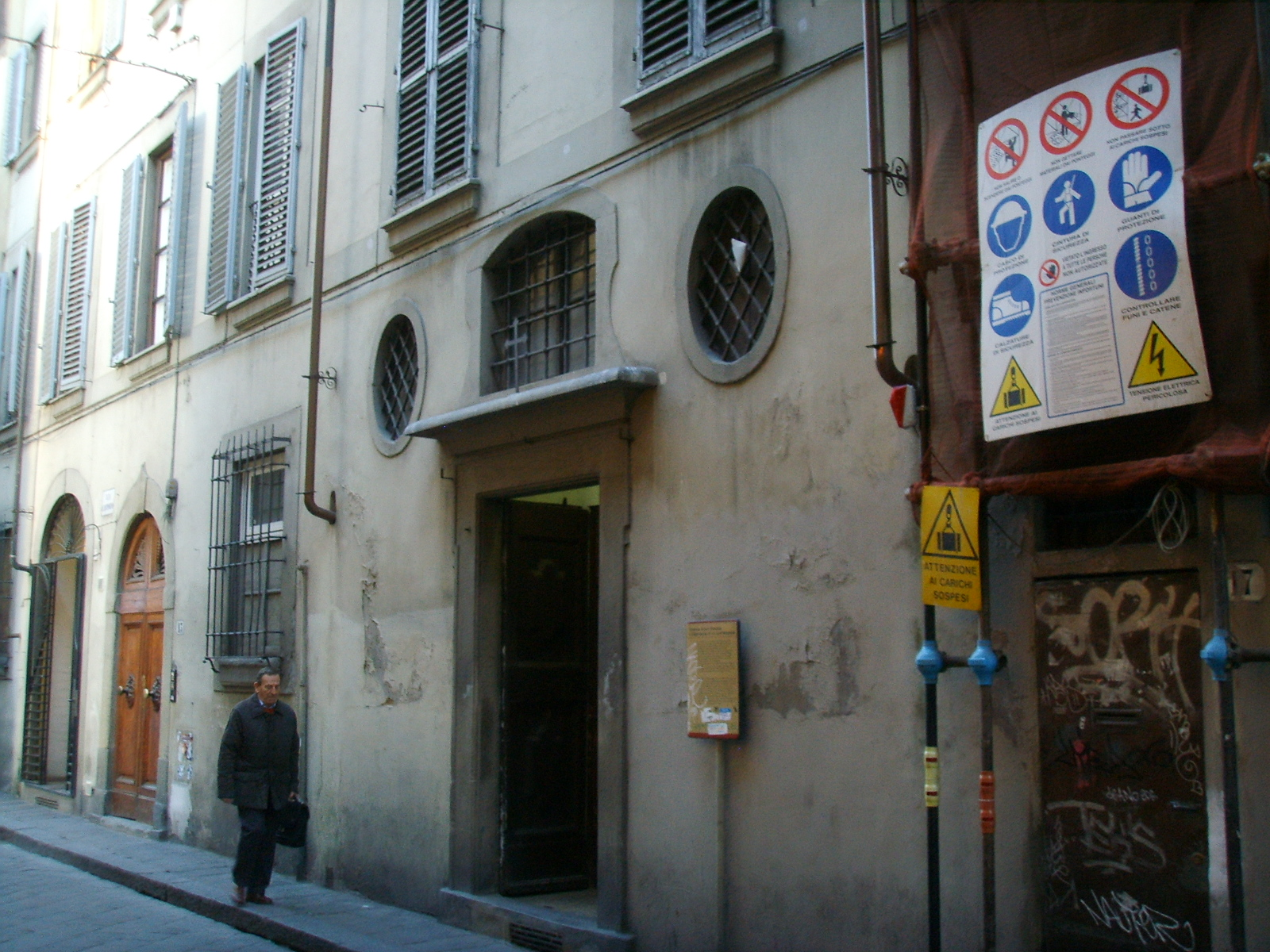
L'oratorio di San Giuseppe
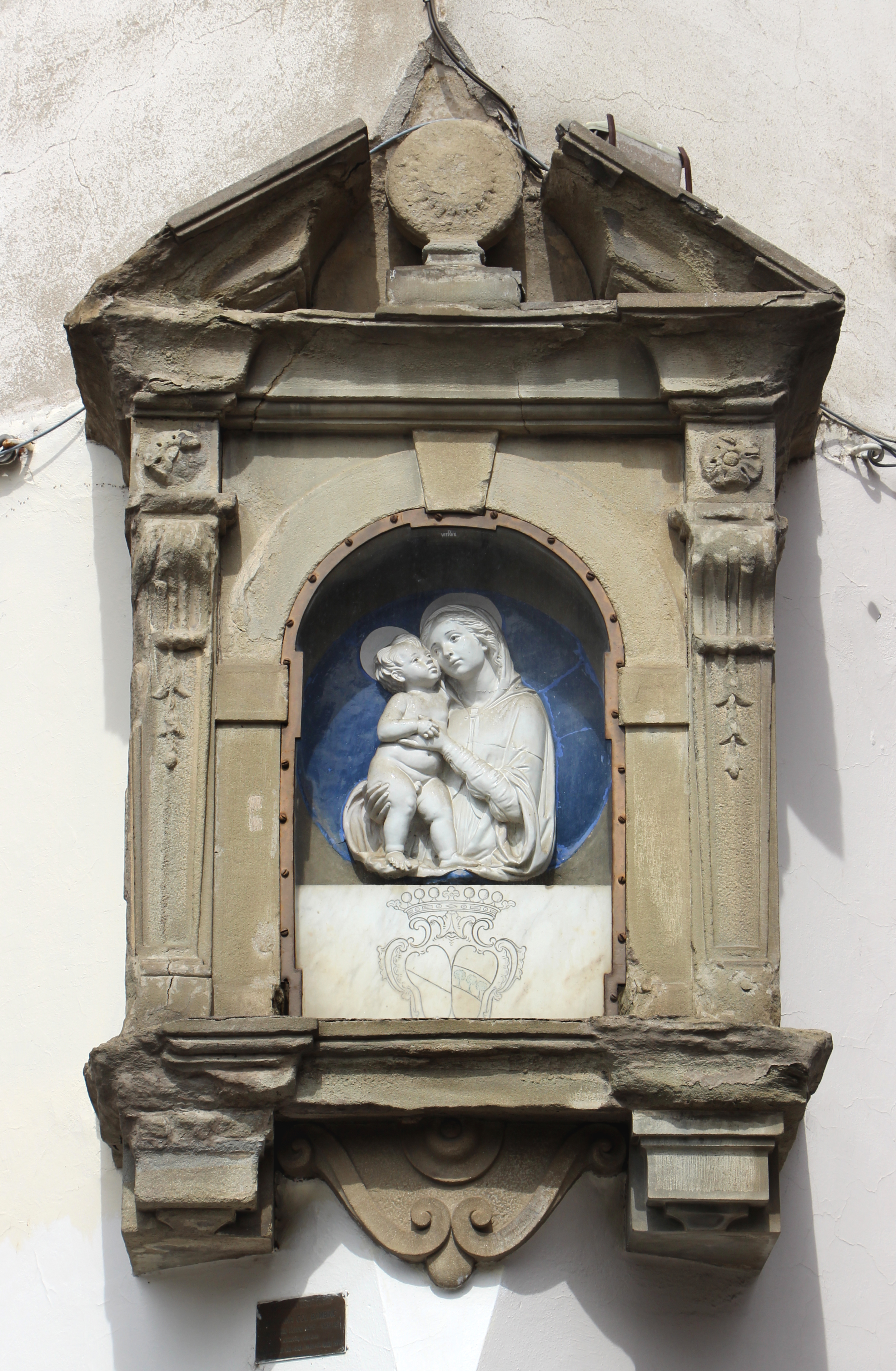
Tabernacolo all'angolo con piazza dell'Unità italiana
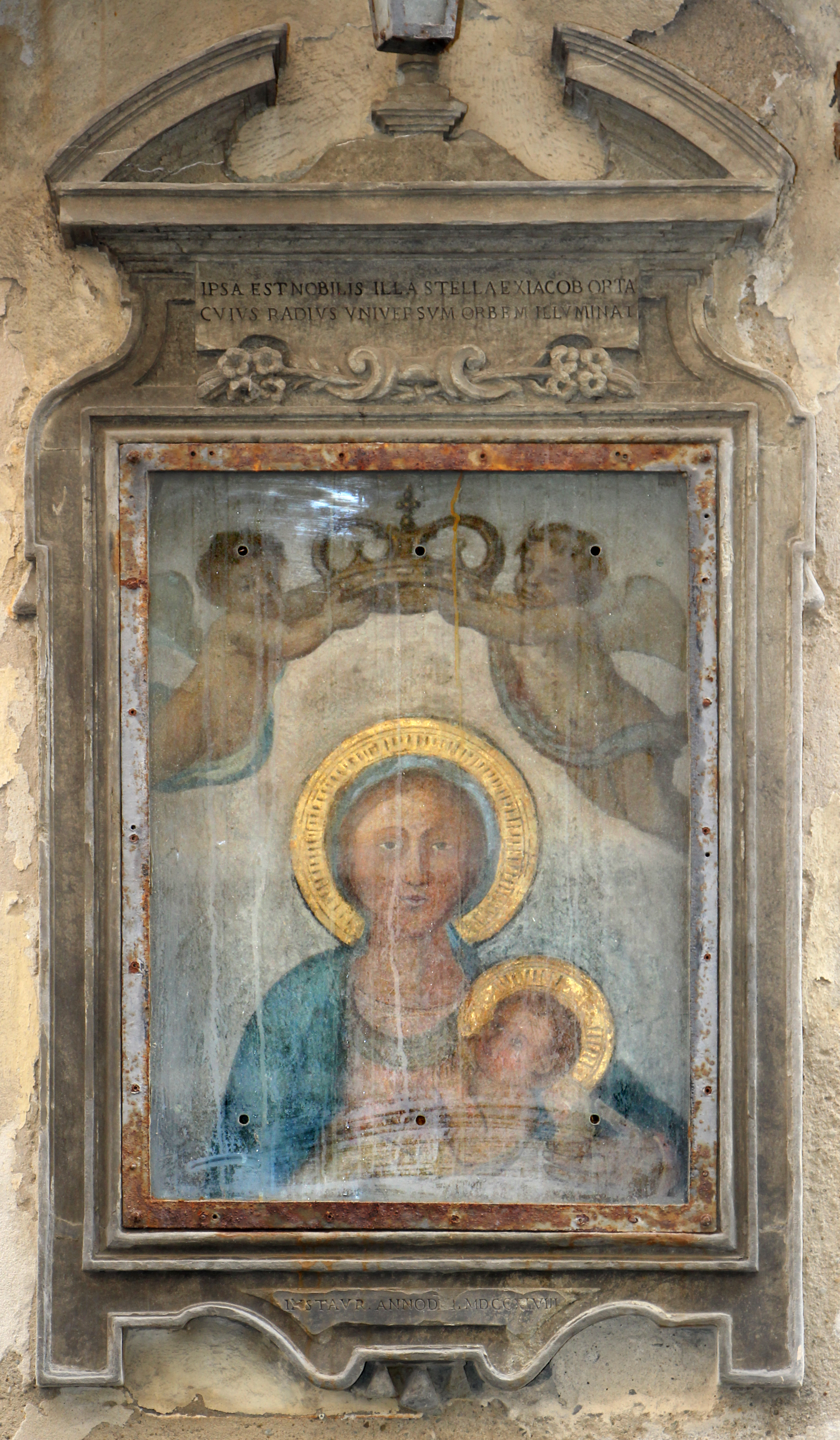
Tabernacolo ad affresco
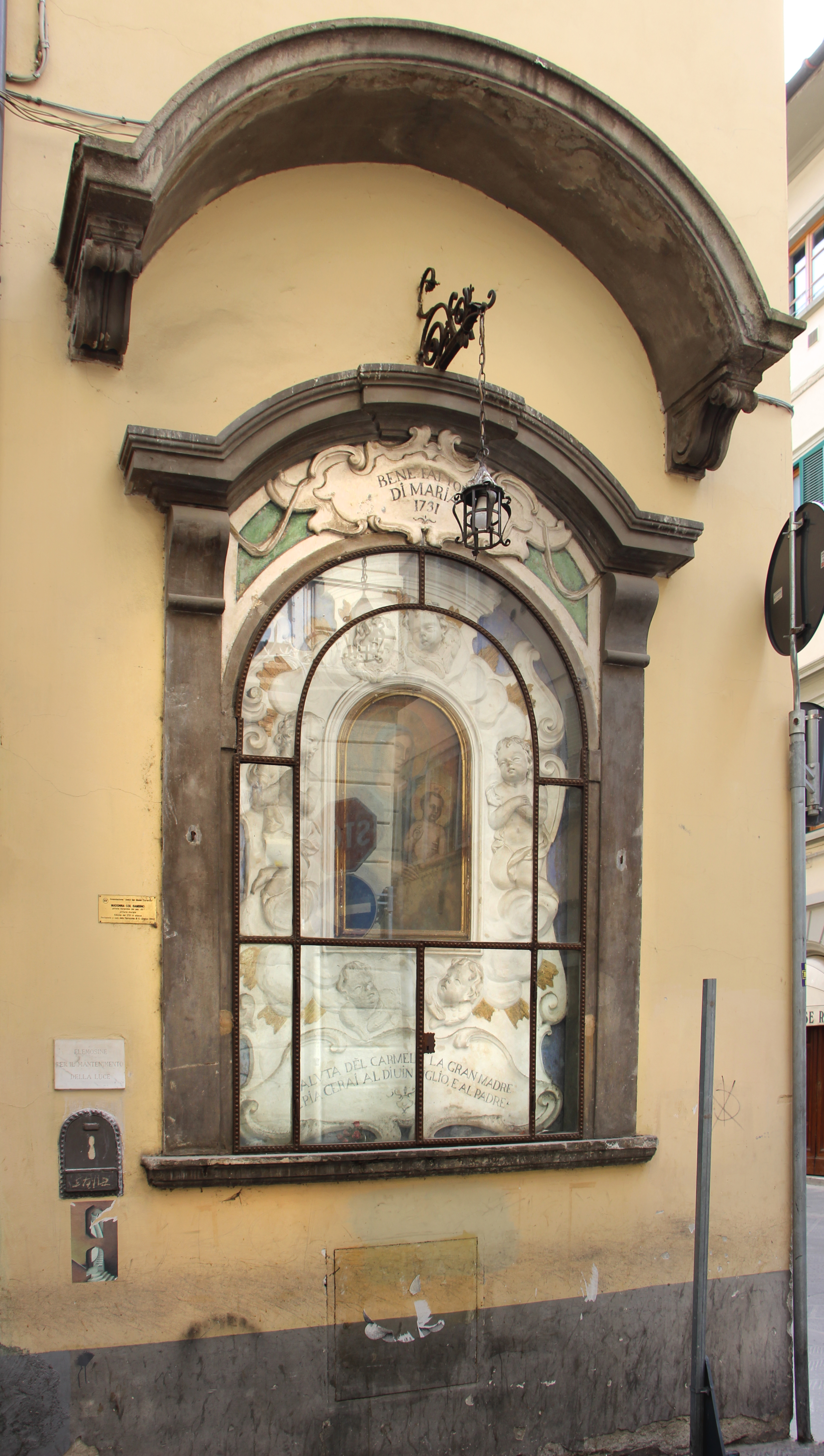
Tabernacolo della Vergine Annunciata